# Веленце (езеро)
Вижте пояснителната страница за други значения на Веленце .
Веленце (на унгарски: Velencei-tó) е езеро в Централна Унгария.
Площта на езерото е 24,9 km2, а размерите – 10,8 × 3,3 km. Максималната дълбочина е 2,5 m, а средната – 1,6 m.
Езерото до голяма степен е обрасло с тръстика и рогоз. Особеността на езерото са плаващите острови, образувани от плътни килими от водни растения. Езерото е място за почивка на прелетните птици. С цел защита на птиците в южната част на езерото е създаден природен резерват. Водите са богати на минерални соли. Южният бряг на езерото е с много пясъчни плажове. През лятото температурата на водата достига дори до 26–28 °C. На южния бряг има много курорти и спа центрове.